# فجر-3
يُعتقد أن صاروخ فجر-3 الإيراني الصنع هو صاروخ باليستي متوسط المدى بمدى غير معروف (يقدر بنحو 2000 كيلومتر، 1250 ميل).
كشفت قوات الحرس الثوري عن الصاروخ خلال مناورات الرسول الأعظم في 31 مارس 2006. أعلن قائد القوة الجوفضائية في الحرس الثوري الإيراني اللواء حسين سلامي عبر التلفزيون "نجاح تجربة إطلاق صاروخ جديد بقدرات تقنية وتكتيكية أكبر من تلك التي أنتجت سابقًا". ولم يحدد مدى الصاروخ، الذي قد يختلف حسب الحمولة.